# Ludmila Engquistová
Ludmila Engquistová (rozená Ludmila Viktorovna Leonovová, později Ludmila Narožilenková, rusky Людмила Викторовна Нарожиленко-Леонова; * 21. dubna 1964, Tambovská oblast) je bývalá sovětská atletka ruské národnosti, sprinterka, jejíž specializací byly krátké překážkové běhy. Od roku 1996 reprezentovala Švédsko.
4. února 1990 v Čeljabinsku překonala časem 7,69 s halový světový rekord v běhu na 60 metrů překážek, když původní rekord Bulharky Jordanky Donkovové z roku 1987 vylepšila o pět setin sekundy. Engqvistové výkon z prvního místa dlouhodobých tabulek vymazala až po 18 letech Švédka Susanna Kallurová, která 10. února 2008 v německém Karlsruhe zaběhla trať v čase 7,68 s.
V únoru roku 1993 měla pozitivní dopingový nález na anabolické steroidy a byla vyloučena z halového MS v Torontu. Následně dostala čtyřletý zákaz činnosti. V prosinci roku 1995 ji byl trest zrušen. Nedovolené prostředky ji do jídla dával její bývalý manžel.
V roce 1996 se stala v Atlantě olympijskou vítězkou v běhu na 100 metrů překážek. Ve finále trať zaběhla v čase 12,58 s. O jednu setinu pomalejší byla Slovinska Brigita Bukovecová. Reprezentovala také na olympiádě v Soulu v roce 1988 a na letních hrách 1992 v Barceloně. V roce 1997 se stala v Athénách podruhé v kariéře mistryní světa, první titul získala již v roce 1991 na světovém šampionátu v Tokiu.

## Osobní rekordy
Hala
- 50 m př. – 6,65 s – 7. únor 1993, Grenoble
- 60 m př. – 7,69 s – 4. únor 1990, Čeljabinsk – (ex-WR)

Dráha
- 100 m př. – 12,26 s – 6. červen 1992, Sevilla
- 100 m – 11,04 s – 31. květen 1992, Chania